# Paul Ehmke
Paul Ehmke (latinisiert Paulus Ehmke; * 2. März 1893 in Danzig; † 14. Juli 1973) war ein deutscher Chirurg und Freimaurer.

## Leben
Paul Ehmke wurde 1919 mit einer Arbeit zum Thema Über die Ergebnisse der Barth’schen Stirnhöhlenoperation zum Dr. med. promoviert. Von 1919 bis 1920 wurde er in der Chirurgischen Klinik des Städtischen Krankenhauses in Danzig bei Arthur Barth weiter ausgebildet, wo er später von 1937 bis 1939 die Facharztausbildung bei Heinrich Klose machte. Unter anderem zählte in Danzig die Schriftstellerin Stanisława Przybyszewska (1901–1935), unehelich geborene Tochter Stanisław Przybyszewskis mit der Malerin Aniela Pająkówna (1864–1912), zu seinen Patientinnen. Bei der Schichau-Werft war er als Vertrauensarzt bestellt. Ehmke, der in der ärztlichen Berufsvereinigung und im Krankenkassenvorstand aktiv war, übernahm nach der Facharztausbildung die Leitung der chirurgischen Privatklinik in Danzig, die unter dem Namen Lieksche Klinik geläufig war. 1939 wurde er auch in einer außerordentlichen Sitzung zum Direktor der Naturforschenden Gesellschaft in Danzig gewählt, in die er 1921 aufgenommen wurde.
Nach dem Zweiten Weltkrieg war er als angestellter Mediziner bei der Post in Hannover und nebenbei als praktischer Arzt tätig. Zudem war er in Hannover Ortsbeauftragter des Bundes der Danziger. Aus der Deutschen Gesellschaft für Chirurgie schied er am 31. Dezember 1952 aus.
Ehmke war seit 1920 Freimaurer, später Ehrenmitglied bei vierzehn niedersächsischen Logen, und stand liberalen politischen Bewegungen nahe. Als Freimaurer war er Großmeister der Vereinigten Großloge von Deutschland. Er war unter anderem auch Mitglied der AASR, Redner des Deutschen Obersten Rates, Mitbegründer der Freimaurer-Akademie, die er 15 Jahre lang leitete und deren Ehrenpräsident er danach war. In Dransfeld plante er die Errichtung eines Europa-Gymnasiums. Die Perfektionsloge „Paulus Ehmke“ in Hannover wurde nach ihm benannt.
Aus seiner Ehe mit Hedwig Ehmke, geborene Hafften, gingen die Kunsthistorikerin Ruth Schmitz-Ehmke, der Politiker Horst Ehmke (* 1927 in Danzig) und eine weitere Tochter hervor. Eine Enkelin ist die Biologin Adelheid Ehmke.

## Schriften
- Über die Ergebnisse der Barth’schen Stirnhöhlenoperation. Aus der Chirurgischen Abteilung des Städtischen Krankenhauses in Danzig. Diss. von 1919, Greifswald 1920.
- Analytische Erfahrungen eines Praktikers. Über eine Basedowepidemie. In: Fortschritte der Sexualwissenschaft und Psychoanalyse, IV. Band (1931),  Franz Deuticke, Leipzig und Wien, 1931, S. 121.
- Über eine Modifikation der Whiteheadschen Operation. In: Der Chirurg, 1948.
- Beitrag zur operativen Behandlung der kompletten Blasenekstrophie. In: Der Chirurg, 1949.